# Butterflies (album)
Butterflies to piąty studyjny album Basi, wydany w 2018 roku przez Shanachie Records.

## Tło
Butterflies to pierwszy od 9 lat studyjny album piosenkarki. Basia opisała go jako album "o miłości – do życia, do muzyki i do ludzi" oraz jako najbardziej jazzowy materiał w karierze. Oryginalnie chciała zatytułować krążek Be.Pop, nawiązując do tego nurtu jazzowego, do czego jednak nie była przekonana jej wytwórnia. Jako kompromis Basia zaproponowała Be.Pop Butterfly, ale ostatecznie album nazwano Butterflies.
Pierwszym singlem z płyty było nagranie „Matteo”, które swoją premierę miało 6 kwietnia 2018. Album został najpierw wydany w Japonii 16 maja przez Shanachie i P-Vine Records, a światowa premiera miała miejsce 18 maja 2018. W Polsce krążek był dostępny nieco wcześniej w portalach streamingowych, a następnie oficjalnie wydany przez Shanachie i Magic Records. Jesienią 2018 Basia wyruszyła w trasę koncertową po Ameryce Północnej, Azji Wschodniej i Polsce, a piosenka „Bubble” posłużyła jako drugi singel promocyjny.

## Lista utworów
1. „Bubble” (Basia Trzetrzelewska, Danny White) – 3:50
2. „Matteo” (Giorgio Serci, Basia Trzetrzelewska, Danny White) – 3:40
3. „No Heartache” (Basia Trzetrzelewska, Danny White) – 4:34
4. „Butterfly” (Basia Trzetrzelewska, Danny White) – 4:33
5. „Where's Your Pride” (Basia Trzetrzelewska, Danny White) – 4:07
6. „Be.Pop” (Basia Trzetrzelewska, Danny White) – 3:59
7. „Liang & Zhu” (Basia Trzetrzelewska, Danny White) – 3:17
8. „Show Time” (Mark Reilly, Basia Trzetrzelewska, Danny White) – 4:28
9. „Like Crazy” (Basia Trzetrzelewska, Danny White) – 4:20
10. „Rachel's Waltz” (Basia Trzetrzelewska, Danny White) – 1:15
11. „Pandora's Box” (Basia Trzetrzelewska, Danny White) – 4:23

## Twórcy
- Basia – wokal
- Danny White – instrumenty klawiszowe
- Andres Lafone – gitara basowa
- Marc Parnell – perkusja
- Giorgio Serci – gitara
- Peter White – gitara
- Orkiestra Uniwersytetu Muzycznego Fryderyka Chopina
- Andy Ross – sekcja smyczkowa w utworze „Liang & Zhu”
- Mark Reilly – wokal w utworze „Show Time”
- Dave Bascombe – miksowanie
- Nigel Walton – mastering
- Paul Cox – zdjęcia
- Grainne White – projekt okładki

## Pozycje na listach
| Kraj              | Lista              | Najwyższa pozycja |
| ----------------- | ------------------ | ----------------- |
| Japonia           | Oricon             | 279               |
| Polska            | OLiS               | 15                |
| Stany Zjednoczone | Independent Albums | 50                |
| Stany Zjednoczone | Jazz Albums        | 4                 |